# Liste der für die Schaffung des Truppenübungsplatzes Döllersheim ausgesiedelten Ansiedlungen

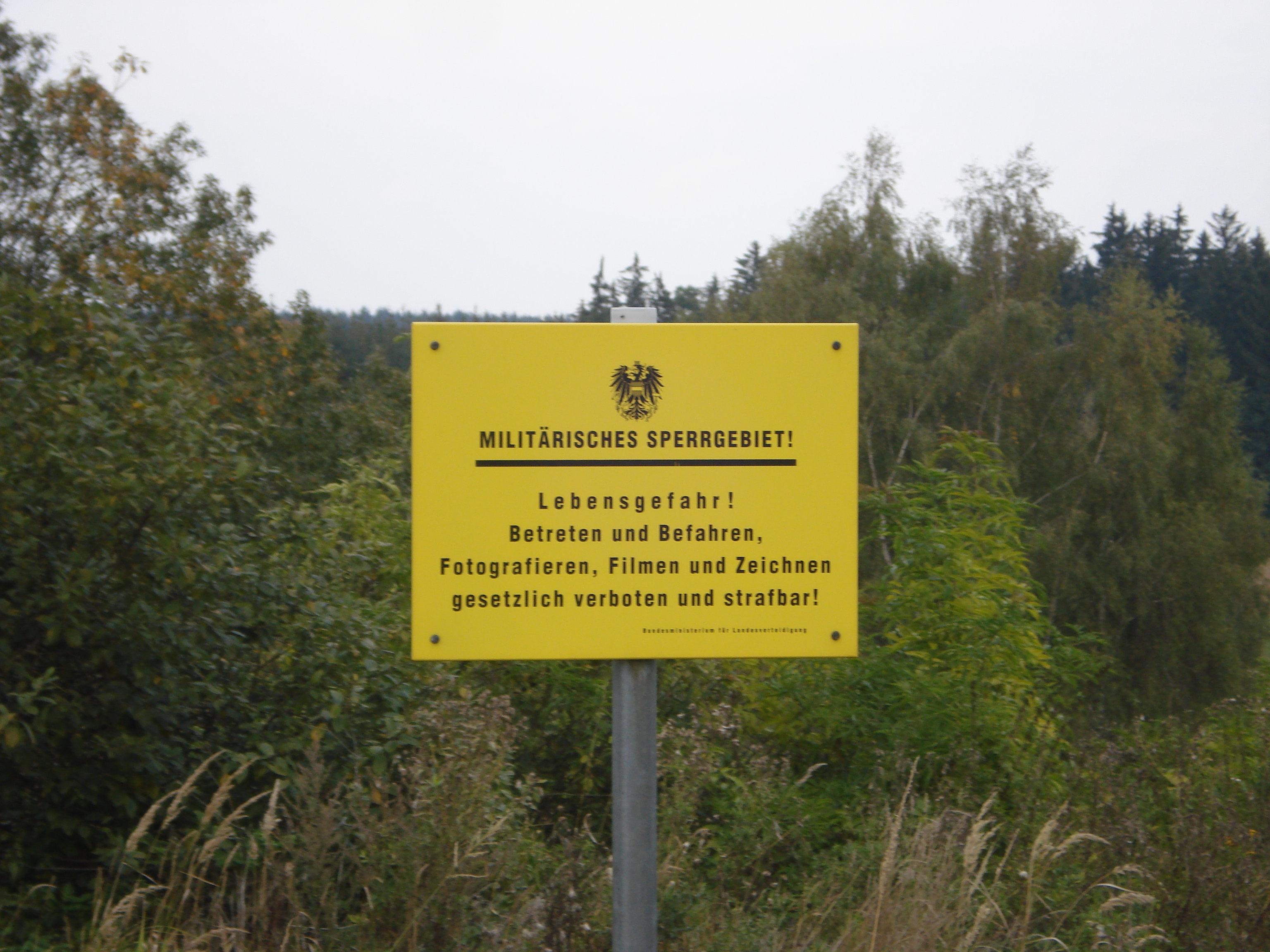
Truppenübungsplatz Allentsteig – Militärisches Sperrgebiet

Die Liste der für die Schaffung des Truppenübungsplatzes Döllersheim (heute als Truppenübungsplatz Allentsteig bezeichnet) ausgesiedelten Ansiedlungen in Niederösterreich enthält neben der Geschichte der Aussiedlung Informationen über den Namen der Ansiedlungen, bei Katastralgemeinden der Zugehörigkeit zur Gemeinde, der Pfarrzugehörigkeit und der dem Verfall preisgegebenen Häuser.

## 1938 bis 1945

Döllersheim mit Spital und Kirche

Den Verantwortlichen der deutschen Wehrmacht waren die bisher vom österreichischen Bundesheer benutzten Truppenübungsplätze viel zu klein, zudem gab es im Bereich des Wehrkreiskommandos XVII, das für Wien, Niederösterreich und das nördliche Burgenland zuständig war, lediglich den Truppenübungsplatz Bruckneudorf, der ebenfalls kräftig erweitert werden musste. Abgeholfen wurde diesem Mangel durch die Anlage des Truppenübungsplatzes Döllersheim im niederösterreichischen Waldviertel.
Am 20. Juni 1938 ermächtigte der Oberbefehlshaber des Deutschen Heeres den Chef der Wehrkreisverwaltung, Otto Knitterscheid, im Raum östlich von Zwettl militärischen Ansprüchen genügendes Gelände für einen Truppenübungsplatz zu beschaffen. Die geschäftliche Abwicklung wurde der Deutschen Ansiedlungsgesellschaft übertragen. Diese richtete auf dem Stubenring in Wien eine Zweigstelle und in der Bahnhofstraße in Allentsteig eine Geschäftsstelle ein. Im Mai 1943 wurde diese Geschäftsstelle nach Bruck an der Leitha verlegt, erhalten blieb lediglich ein Büro, welches Anfragen beantwortete.
Die einschlägige Literatur verweist im Zusammenhang mit der Räumung der ersten acht betroffenen Ortschaften immer wieder auf ein Schreiben des Reichsbeauftragten für Niederdonau, welches die Bewohner aufforderte, ihre Häuser binnen sechs Wochen zu verlassen und eine angemessene Entschädigung versprach. An dieses angeblich ab dem 7. Juli 1938 zugestellte Schreiben kann sich allerdings niemand erinnern.
Die Modalitäten der Ablösezahlungen änderten sich im Laufe der Zeit. Während die ersten ausgesiedelten Personen noch Bargeld erhielten, das ihnen in der näheren und weiteren Umgebung ihrer angestammten Heimat einen Neustart ermöglichte, wurde später das Geld auf ein Sperrmark-Konto überwiesen, das nach dem Ende des Zweiten Weltkriegs wertlos wurde.
Am 1. April 1941 wurde das bis 1964 als „Truppenübungsplatz Döllersheim“ bezeichnete Areal aus den jeweiligen Gemeinden ausgegliedert und der „Heeresgutsbezirk Truppenübungsplatz Döllersheim“ gebildet. Dieser Bezirk bestand bis 1964. Mit Gültigkeit vom 1. Jänner 1964 erfolgte die Umbenennung auf „Truppenübungsplatz Allentsteig“. Außerdem wurde das Areal des Übungsplatzes wieder als Katastralgemeinden auf die angrenzenden Gemeinden aufgeteilt, da der bisher noch nach deutschem Recht herrschende Zustand der Gemeindefreiheit in Österreich rechtlich nicht möglich war.
Trotz der rigorosen und teils sehr kurzfristigen Maßnahmen zur Räumung der Ortschaften wurden Pötzles, Steinbach, Wurmbach, Neunzen, Edelbach und Waldreichs nicht wirklich geräumt und von so genannten „Zweitsiedlern“ teilweise bis nach 1961, Flachau sogar bis etwa 1970 bewohnt und erst dann im Auftrag der österreichischen Behörden endgültig geräumt.

## 1945 bis heute
Am 15. August 1945 fasste die provisorische Regierung Österreichs den Beschluss, die unter Zwang entsiedelten Gebiete wieder zu besiedeln. Entsprechende Anträge wurden von einer am 30. August in Zwettl konstituierten „Überprüfungskommission zur Wiederbesiedlung des Tüpl Döllersheim“ bearbeitet und vom Staatsamt ein Arbeitsprogramm aufgestellt, um die leer stehenden Gebäude so rasch als möglich wieder bewohnbar zu machen.
Die mit Wissen der Besatzungsmächte geplante und von den Randgemeinden ausgehende Wiederbesiedlung wurde im Amtsblatt der Bezirkshauptmannschaft Zwettl vom 29. November 1945 angekündigt, nachdem ein Rundschreiben der niederösterreichischen Landeshauptmannschaft vom 6. Dezember über die Vorgangsweise der Grundstücksrückgabe informiert hatte. Als Übergangslösung bis zu einer rechtskräftigen Rückstellung der Grundstücke sollten diese in Form einer Verpachtung den ursprünglichen Eigentümern überlassen werden. Der Beginn der Wiederbesiedlung wurde im Amtsblatt der Bezirkshauptmannschaft Zwettl am 7. Februar 1946 bekanntgegeben.
Nachdem mit Wissen und Zustimmung der sowjetischen Besatzer mit der Besiedlung der ersten Dörfer in den Randgebieten begonnen worden war, wurde als Folge der Potsdamer Konferenz im Jahr 1945 am 27. Juni 1946 der Truppenübungsplatz überraschend als Deutsches Eigentum von der Sowjetunion beschlagnahmt, zum sowjetischen Wirtschaftsterritorium erklärt und der USIA zur Verwaltung übergeben.
Von der in Stockerau ansässigen Gebäudeverwaltung wurden in Franzen, Neunzen, Nondorf, Pötzles, Reichhalms, Steinbach, Wetzlas und Wurmbach leer stehende Häuser vermietet. Als Gegenleistung für den niedrigen Zins hatten die Bewohner für die Erhaltung der Gebäude zu sorgen, was jedoch zumeist nicht geschah. Dies trug ebenso zum Verfall der Ortschaften bei wie Plünderungen durch die einheimische Bevölkerung in der ersten Zeit nach Kriegsende und spätere Geschäftemacherei mit den russischen Besatzungssoldaten, von denen rund 60.000 Mann in der Region stationiert waren.
Nach Beendigung der Besatzungszeit machte ein Bescheid des Bundesministeriums für Finanzen am 12. Dezember 1955 die Niederösterreichische Landesregierung zur Verwalterin des Truppenübungsplatzes. Die Pläne zur Wiederbesiedlung scheiterten vor allem an den Kosten für die notwendigen Vermessungsarbeiten, den Wiederaufbau der Dörfer und der Infrastruktur, der Beseitigung von Blindgängern und vielem anderen mehr. Per Bescheid des Bundesministeriums für Finanzen vom 7. Mai 1957 wurde der Truppenübungsplatz Döllersheim dem Bundesministerium für Landesverteidigung übergeben. Seit dem 9. August 1960 ist der Truppenübungsplatz auf Grund einer Verordnung der Sicherheitsdirektion für das Land Niederösterreich militärisches Sperrgebiet.
Bis Dezember 1955 langten beim Kreisgericht in Krems an der Donau rund 650 Anträge auf Rückstellung früheren Eigentums auf dem Areal des Übungsplatzes ein. Zu den Antragstellern gehörten unter anderem das Stift Zwettl und die Windhag’sche Stipendienstiftung. Erfolg hatte lediglich die vom Land Niederösterreich verwaltete Stipendienstiftung. Sie erhielt als Ausgleich für die Ländereien in Großpoppen und Rausmanns einen wesentlich größeren Gebietsstreifen mit der Burg Ottenstein und dem Schloss Waldreichs nördlich des Kamp im Süden des Truppenübungsplatzes.
Die auf dem Dritten Rückstellungsgesetz beruhende österreichische Rechtsprechung tendierte zunehmend dazu, Landbeschaffungsmaßnahmen wie im Falle des Truppenübungsplatzes Döllersheim nicht als Entziehungsmaßnahmen im Sinne des Rückstellungsgesetzes zu beurteilen. Dazu kamen jene Fälle, in denen Ausgesiedelte als Ersatz „arisierte“ Anwesen erhalten hatten, die nun an ihre ursprünglichen Eigentümer zurückgegeben werden mussten.
Eine aus nicht entschädigten Aussiedlern bestehende Bürgerinitiative wandte sich 1991 an den Petitionsausschuss des österreichischen Nationalrats, der die Volksanwaltschaft mit dieser Frage befasste. In der Folge erhielt auch eine Gruppe von Aussiedlern Zahlungen aus dem Nationalfonds.
Mit wenigen Ausnahmen entsprechen die heutigen Grenzen des Truppenübungsplatzes Allentsteig denen des für die deutsche Wehrmacht entsiedelten Übungsplatzes und nur sieben Dörfer konnten wieder besiedelt werden.

## Ausgesiedelte Orte, Streusiedlungen, Einzelgehöfte und Mühlen
| Geo (ungefähr)                  | Name                           | Katastralgemeinde von (Stand: 2001) | Pfarre (Stand: 1938) | Häuser | Ausgesiedelt und Anmerkungen |
| ------------------------------- | ------------------------------ | ----------------------------------- | -------------------- | ------ | --- |
| 48.67857 15.44256               | Äpfelgschwendt                 | Göpfritz an der Wild                | Edelbach             | 45     | Ausgesiedelt bis 1. April 1939. |
| 48.62299 15.3312                | Brugg                          | Pölla                               | Döllersheim          | 12     | Ursprünglich geplant bis 1. April 1940, aber zweimal verlängert bis zum 31. Oktober 1941. |
| 48.64832 15.28711               | Dietreichs                     | Allentsteig                         | Döllersheim          | 24     | Ausgesiedelt bis 5. August 1938 |
| 48.62014 15.3092                | Döllersheim                    | Pölla                               | Döllersheim          | 120    | Ursprünglich geplant bis 1. April 1940, aber zweimal verlängert bis zum 31. Oktober 1941. |
| 48.6846 15.40709                | Edelbach                       | Allentsteig                         | Edelbach             | 60     | Ausgesiedelt bis zum 5. August 1938. Teilweise nach dem Krieg wieder besiedelt. In den 1960er-Jahren endgültig ausgesiedelt. |
| 48.62844 15.38512               | Eichhorns                      | Pölla                               | Franzen              | 30     | Ausgesiedelt bis zum 1. April 1940. |
| 48.66036 15.42169               | Felsenberg                     | Pölla                               | Neupölla             | 29     | Ausgesiedelt bis zum 1. April 1940. |
| 48.60926 15.29337               | Flachau                        | Zwettl-Niederösterreich             | Döllersheim          | 49     | Ursprünglich geplant bis 1. April 1940, aber zweimal verlängert bis zum 31. Oktober 1941. Teilweise nach dem Krieg wieder besiedelt. Um 1970 endgültig ausgesiedelt. |
| 48.61896 15.3952                | Franzen                        | Pölla                               | Franzen              | 50     | Ursprünglich geplant bis 1. April 1940, aber zweimal verlängert bis zum 31. Oktober 1941. Der Ort wurde jedoch nie völlig entsiedelt und liegt heute außerhalb der Grenzen des Truppenübungsplatzes. |
| 48.66208 15.44931               | Germanns (bei Neupölla)        | Röhrenbach                          | Neupölla             | 19     | Ursprünglich geplant bis 1. April 1940, aber zweimal verlängert bis zum 31. Oktober 1941. Der Ort liegt heute außerhalb der Grenzen des Truppenübungsplatzes und wurde wieder besiedelt. |
| 48.66702 15.34197               | Großpoppen                     | Allentsteig                         | Großpoppen           | 57     | Ausgesiedelt bis zum 5. August 1938. |
| 48.6329 15.34928                | Heinreichs                     | Pölla                               | Döllersheim          | 43     | Ausgesiedelt bis zum 1. April 1939. |
| 48.66379 15.36365               | Kleinhaselbach                 | Allentsteig                         | Großpoppen           | 15     | Ausgesiedelt bis zum 5. August 1938. |
| 48.65967 15.33507               | Kleinkainraths                 | Allentsteig                         | Großpoppen           | 19     | Ausgesiedelt bis zum 5. August 1938. |
| 48.615833333333 15.348027777778 | Kleinmotten                    | Pölla                               | Döllersheim          | 10     | Ursprünglich geplant bis 1. April 1940, aber zweimal verlängert bis zum 31. Oktober 1941. |
| 48.63968 15.24352               | Kühbach                        | Zwettl-Niederösterreich             | Oberndorf            | 76     | Ursprünglich geplant bis zum 1. Oktober 1939, später bis 31. Dezember 1939 verlängert. |
| 48.63759 15.41858               | Loibenreith                    | Pölla                               | Neupölla             | 24     | Ausgesiedelt bis zum 1. April 1940. |
| 48.67503 15.30078               | Mannshalm                      | Allentsteig                         | Großpoppen           | 24     | Ursprünglich geplant bis 1. Oktober 1939, nachträglich aber auf 1. April 1939 vorverlegt. |
| 48.64964 15.41409               | Mestreichs                     | Pölla                               | Neupölla             | 36     | Ausgesiedelt bis zum 1. April 1939. |
| 48.69924 15.37882               | Neunzen                        | Göpfritz an der Wild                | Edelbach             | 27     | Ausgesiedelt bis zum 1. April 1939. Teilweise nach dem Krieg wieder besiedelt. In den 1960er-Jahren endgültig ausgesiedelt. |
| 48.62991 15.26761               | Niederplöttbach                | Pölla                               | Döllersheim          | 48     | Ursprünglich geplant bis 1. Oktober 1939, später bis 31. Dezember 1939 verlängert. |
| 48.61928 15.4205                | Nondorf                        | Pölla                               | Franzen              | 11     | Der Ort liegt heute außerhalb der Grenzen des Truppenübungsplatzes und wurde wieder besiedelt. |
| 48.67069 15.24989               | Oberndorf                      | Zwettl-Niederösterreich             | Oberndorf            | 31     | Ursprünglich geplant bis 1. Oktober 1939, später bis 31. Dezember 1939 verlängert. |
| 48.66056 15.26031               | Oberplöttbach                  | Zwettl-Niederösterreich             | Oberndorf            | 58     | Ursprünglich geplant bis 1. Oktober 1939, später bis 31. Dezember 1939 verlängert. |
| 48.58416 15.33169               | Ottenstein                     | Rastenfeld                          | Döllersheim          | 13     | Der Ort liegt heute außerhalb der Grenzen des Truppenübungsplatzes und wurde als Peygarten-Ottenstein wieder besiedelt. |
| 48.68299 15.24816               | Perweis                        |                                     | Oberndorf            | 7      | Ursprünglich geplant bis 1. Oktober 1939, später bis 31. Dezember 1939 verlängert. |
| 48.62947 15.21331               | Pötzles                        | Zwettl-Niederösterreich             | Stift Zwettl         | 18     | Ursprünglich geplant bis 1. Oktober 1939, später bis 31. Dezember 1939 verlängert. Nach dem Krieg wurden einige Häuser durch Zweitsiedler aus Tirol wieder bewohnt. Die endgültige Aussiedelung erfolgte in den 1960er-Jahren. Einige Häuser des Ortes und auch die Ortskapelle wurde vom Bundesheer wieder instand gesetzt. Die Häuser werden vom Bundesheer für eigene Zwecke genutzt. |
| 48.64533 15.3453                | Rausmanns                      | Allentsteig                         | Großpoppen           | 14     | Ausgesiedelt bis zum 5. August 1938. |
| 48.603666666667 15.391777777778 | Reichhalms                     | Pölla                               | Franzen              | 26     | Ursprünglich geplant bis 1. April 1940, zweimal verlängert auf 31. Oktober 1941. Der Ort liegt heute außerhalb der Grenzen des Truppenübungsplatzes und wurde wieder besiedelt. |
| 48.66071 15.39173               | Riegers                        | Pölla                               | Edelbach             | 20     | Ausgesiedelt bis zum 1. April 1939. |
| 48.65715 15.31174               | Schlagles                      | Allentsteig                         | Großpoppen           | 25     | Ausgesiedelt bis zum 5. August 1938 |
| 48.62867 15.40654               | Schwarzenreith                 | Pölla                               | Franzen              | 18     | Ausgesiedelt bis zum 1. April 1940. |
| 48.641 15.31228                 | Söllitz                        | Pölla                               | Döllersheim          | 30     | Ausgesiedelt bis zum 5. August 1938. |
| 48.684361111111 15.301111111111 | Steinbach                      | Allentsteig                         | Allentsteig          | 22     | Ursprünglich geplant bis 1. Oktober 1939, nachträglich auf 1. April 1939 vorverlegt. Teilweise nach dem Krieg wieder besiedelt. In den 1960er-Jahren endgültig ausgesiedelt. Einige Häuser des Ortes und auch die Ortskapelle wurde vom Bundesheer wieder instand gesetzt. Die Häuser werden vom Bundesheer für eigene Zwecke genutzt.                                                   |
| 48.67509 15.26812               | Steinberg                      | Zwettl-Niederösterreich             | Oberndorf            | 8      | Ursprünglich geplant bis 1. Oktober 1939, später bis 31. Dezember 1939 verlängert. |
| 48.61531 15.36778               | Strones                        | Pölla                               | Döllersheim          | 39     | Ursprünglich geplant bis 1. April 1940, zweimal verlängert auf 31. Oktober 1941. |
| 48.64589 15.38339               | Thaures                        | Pölla                               | Franzen              | 54     | Ausgesiedelt bis 1. April 1939. |
|                                 | Waldreichs                     | Pölla                               | Döllersheim          | 19     | Der Ort liegt heute außerhalb der Grenzen des Truppenübungsplatzes, Schloss Waldreichs besteht noch. Teilweise nach dem Krieg wieder besiedelt. In den 1960er-Jahren endgültig ausgesiedelt. |
| 48.60292 15.40317               | Wetzlas                        | Pölla                               | Franzen              | 23     | Der Ort liegt heute außerhalb der Grenzen des Truppenübungsplatzes und wurde wieder besiedelt. |
| 48.66975 15.22118               | Wildings                       | Zwettl-Niederösterreich             | Groß-Globnitz        | 21     | Ursprünglich geplant bis 1. Oktober 1939, später bis 31. Dezember 1939 verlängert. |
| 48.69924 15.37882               | Wurmbach                       | Allentsteig                         | Allentsteig          | 35     | Ausgesiedelt bis zum 1. April 1939, nach dem Krieg wieder besiedelt. Endgültig ausgesiedelt 1961. |
| 48.605361111111 15.338694444444 | Zierings                       | Rastenfeld                          | Döllersheim          | 12     | Ursprünglich geplant bis 1. April 1940, zweimal verlängert auf 31. Oktober 1941. Der Ort liegt heute außerhalb der Grenzen des Truppenübungsplatzes und wurde wieder besiedelt. |
|                                 | Streusiedlung                  | Gemeinde                            | Pfarre               | Häuser | Ausgesiedelt |
| 48.66603 15.27816               | Ascherhof                      | Oberplöttbach                       | Oberndorf            |        | |
|                                 | Dobra (Weiler)                 | Pölla                               | Franzen              |        | |
| 48.68404 15.37534               | Haidhof (Gemeinde Allentsteig) | Allentsteig                         | Allentsteig          |        | Der Haidhof wird von der Heeres-Land- und Forstwirtschaftsverwaltung genutzt. |
|                                 | Kernhäuser                     |                                     | Döllersheim          |        | |
|                                 | Pfarrort Oberndorf             | Zwettl-Niederösterreich             | Oberndorf            |        | |
| 48.633983333333 15.228383333333 | Thomashäusl                    |                                     | Stift Zwettl         |        | |
|                                 | Einzelgehöft                   | Gemeinde                            | Pfarre               | Häuser | Ausgesiedelt |
|                                 | Deckerhaus                     |                                     | Stift Zwettl         |        | Das Deckerhaus oder auch Deckerhof wird vom Bundesheer als Biwak genutzt. |
| 48.624722222222 15.175833333333 | Dürnhof                        |                                     | Stift Zwettl         |        | |
|                                 | Führerhof                      | Niederplöttbach                     | Döllersheim          |        | |
| 48.583833333333 15.369111111111 | Josefinenhütte (Bergerhof)     |                                     | Döllersheim          |        | Die ehemalige Josefinenhütte wird von der Windhag’schen Stipendienstiftung als Forsthaus genutzt. |
|                                 | Lechnerhof                     |                                     | Friedersbach         |        | |
|                                 | Maderhof                       |                                     | Döllersheim          |        | |
|                                 | Reithof                        |                                     | Döllersheim          |        | |
| 48.62541 15.24419               | Riemerhof                      |                                     | Oberndorf            |        | |
|                                 | Mühle                          | Gemeinde                            | Pfarre               | Häuser | Ausgesiedelt |
|                                 | Bruggmühle                     |                                     | Döllersheim          |        | |
|                                 | Fürnkranzmühle                 |                                     | Döllersheim          |        | |
|                                 | Gföhlersmühle                  |                                     | Oberndorf            |        | |
|                                 | Gransermühle                   |                                     | Neupölla             |        | |
|                                 | Kittingermühle                 |                                     | Neupölla             |        | |
|                                 | Loismühle                      |                                     | Döllersheim          |        | |
|                                 | Patzlmühle                     |                                     | Döllersheim          |        | |
|                                 | Schloteinmühle                 |                                     | Döllersheim          |        | |
|                                 | Steinmühle                     |                                     | Döllersheim          |        | |
|                                 | Teufelsmühle                   |                                     | Edelbach             |        | |

## Aufgelöste Pfarren
Als Folge der Aussiedlung der Bevölkerung wurden die
- Pfarre Edelbach (die Schließung der Pfarre wurde am 4. August 1938 im Sterbebuch der Pfarre eingetragen), die
- Pfarre Großpoppen (die Kirche wurde am 27. Juli 1938 nach der Firmung entweiht), die
- Pfarre Oberndorf (die Aufhebung der Pfarre erfolgte am 1. April 1940) und die
- Pfarre Döllersheim (die Pfarre wurde am 1. Oktober 1942 aufgehoben) aufgelöst.

Im Bereich des Truppenübungsplatzes befanden sich zusätzlich noch rund 35 Ortskapellen. In Steinbach und Pötzles renovierte das Bundesheer neben einigen Bauernhäusern auch die Ortskapellen. Weiters als Ruinen erhalten sind die Kapellen von Wurmbach und Neunzen. Von den übrigen Kapellen sind teilweise nicht einmal deren Standorte auffindbar. Außerdem wurden einige Wallfahrtsstätten ausgelöscht.
Zusätzlich erlitten die
- Pfarre Allentsteig, die
- Pfarre Großglobnitz, das
- Stift Zwettl, die
- Pfarre Franzen und die
- Pfarre Neupölla durch die Entsiedlung eingepfarrter Orte Verluste.[6]

## Zerstörte Kulturgüter

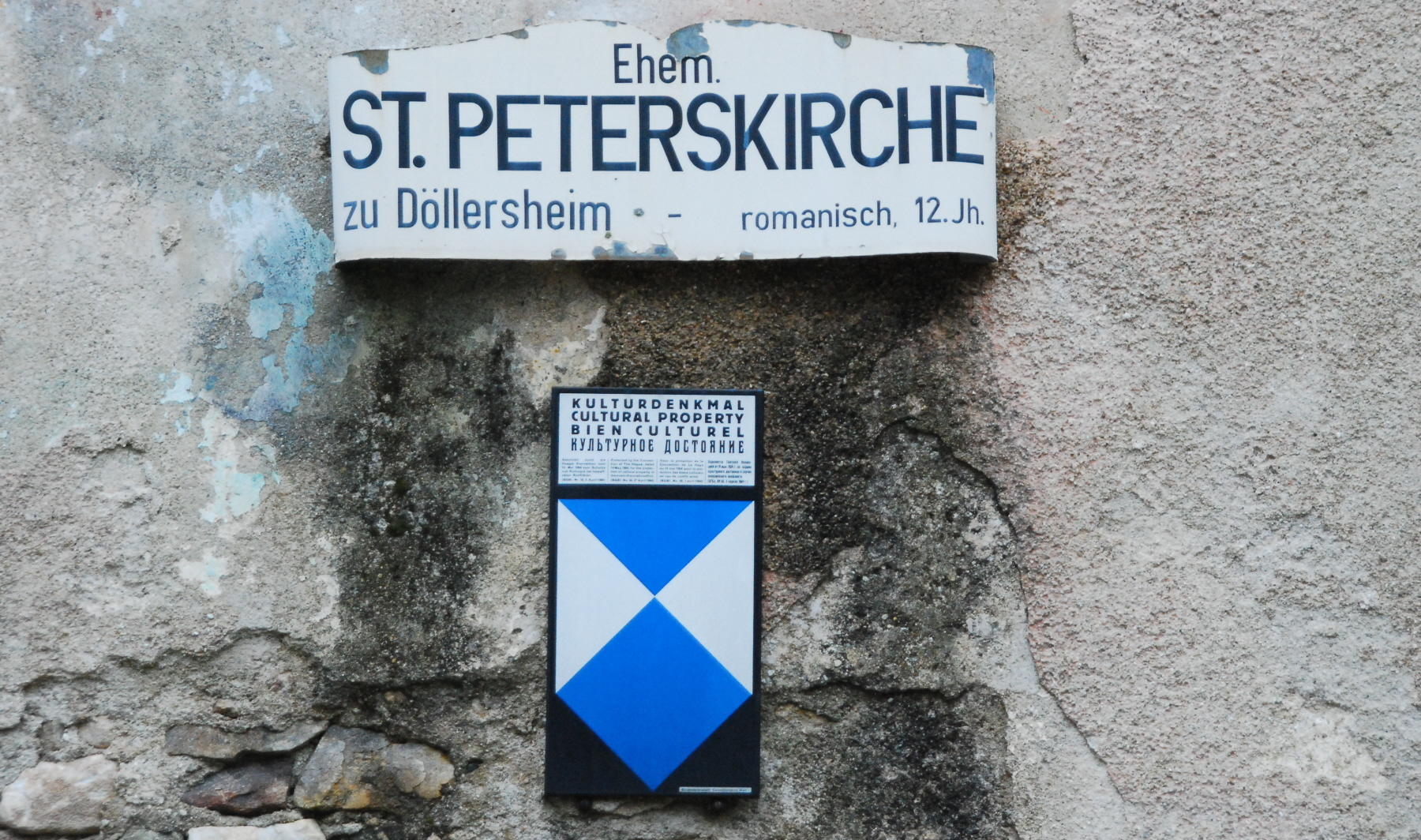
Die beschädigte Kirche von Döllersheim als Kulturgut

Auf dem Areal des Truppenübungsplatzes gingen zahlreiche in der Österreichischen Kunsttopographie aufgeführte Gebäude und Denkmäler verloren.
Dazu gehören unter anderem
- die Kapelle von Dietreichs,
- die Pfarrkirche und das Bürgerspital von Döllersheim,
- die Kirche von Edelbach,
- die Kapelle von Eichhorns,
- die Kapelle von Felsenberg,
- die Kapelle von Flachau,
- die Kapelle von Germanns,
- die Pfarrkirche und das Schloss von Großpoppen,
- die Thomaskirche bei Kühbach,
- die Kapelle von Mannshalm,
- die Kapelle von Mestreichs,
- das Schloss Neunzen,
- die Kapelle von Niederplöttbach,
- die Kapelle von Nondorf,
- die Kapelle von Reichhalms,
- die Kapelle von Riegers,
- die Kapelle von Schwarzenreith und
- die Kapelle von Steinbach.

## Aussiedlerhöfe

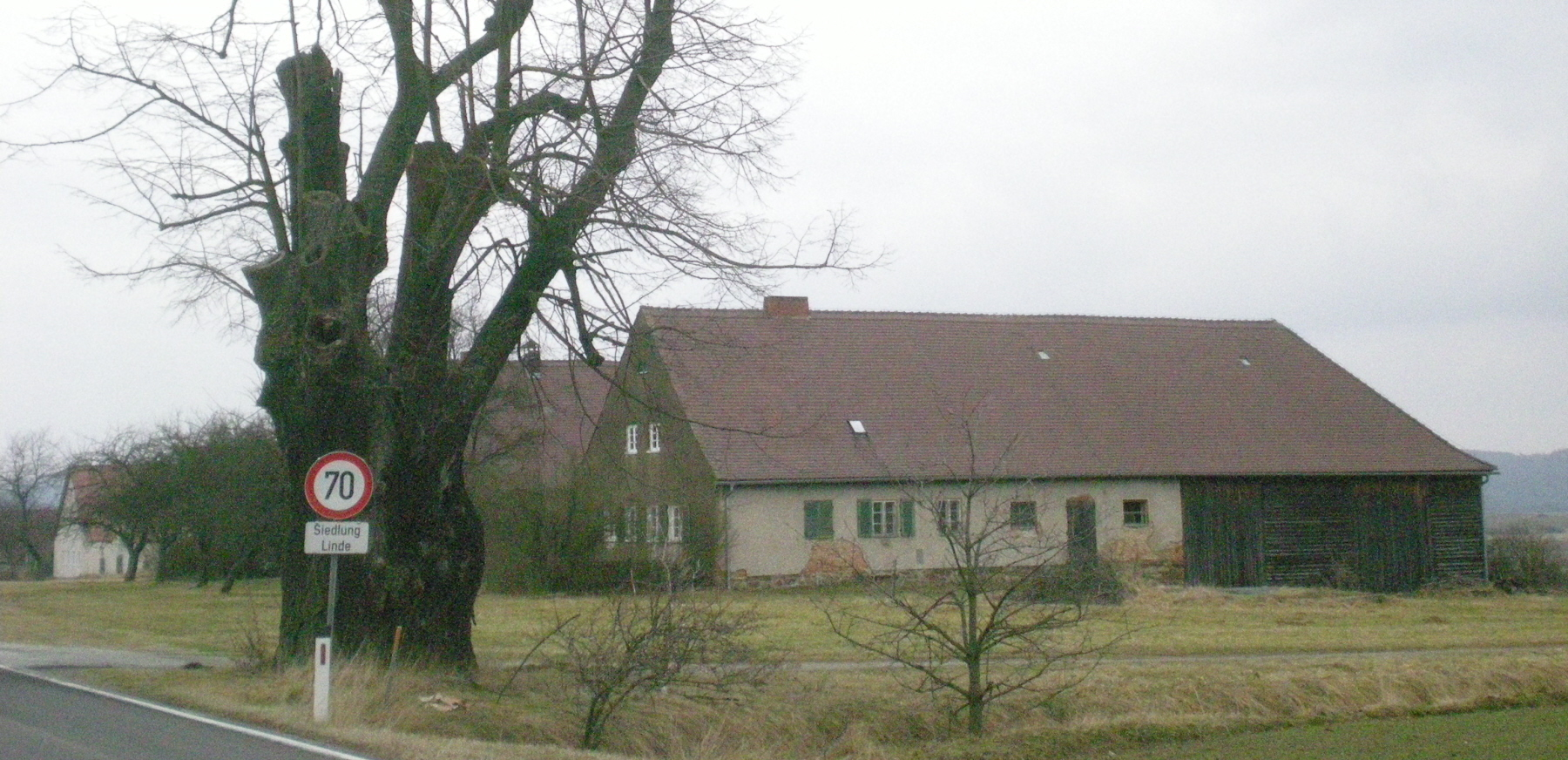
Siedlung Linde bei Raabs an der Thaya

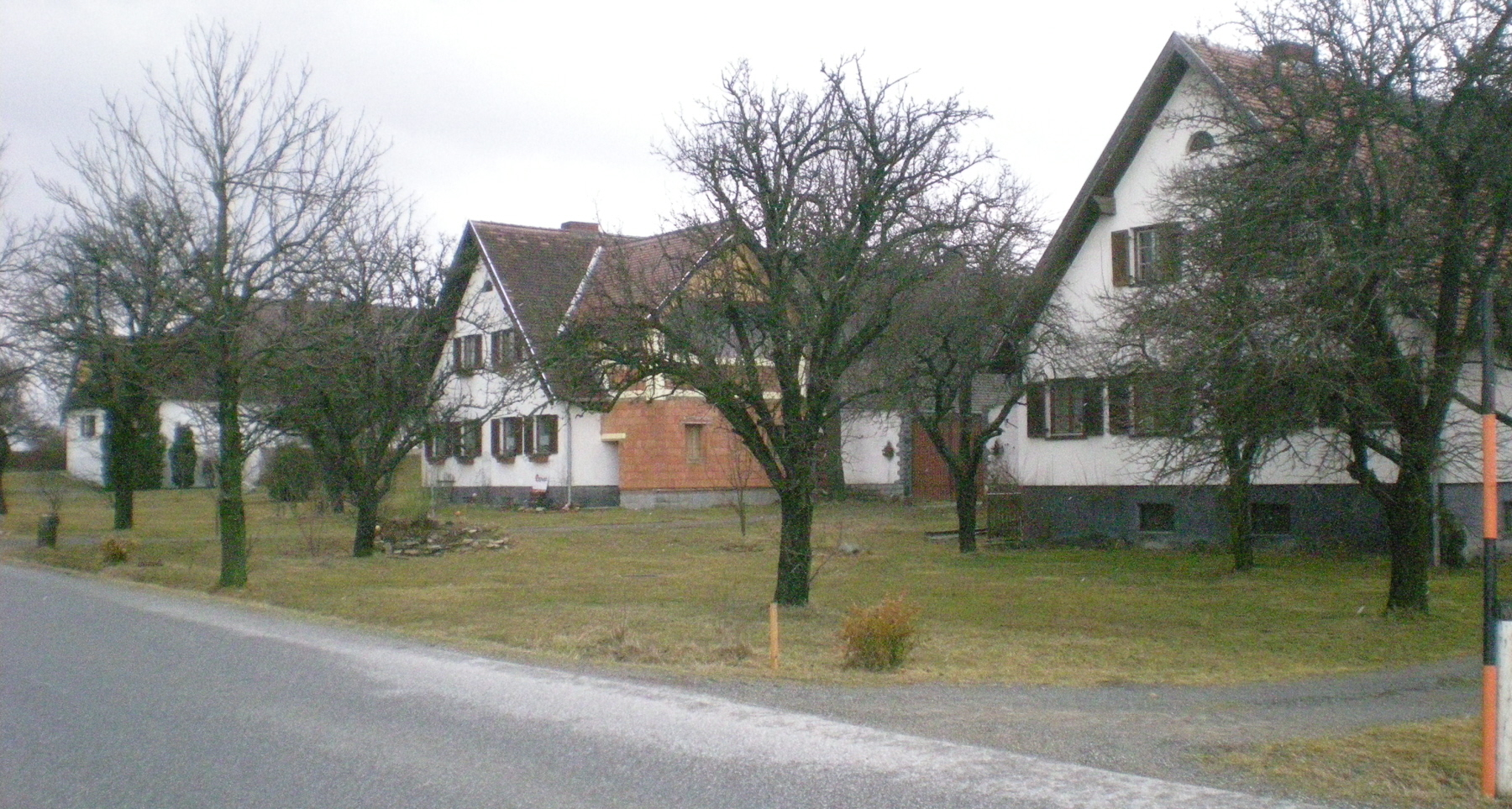
Siedlung Pyhrahof bei Unterthumeritz

Zu den Aufgaben der Deutschen Ansiedlungsgesellschaft gehörte es nicht nur, die zu räumenden Ortschaften in ihren Besitz zu bringen, sondern auch den ausgesiedelten Menschen bei der Neuansiedlung zu helfen.
Den ersten Aussiedlern gelang es noch, vergleichbare Gehöfte zu erwerben, später wurde die Suche aber immer schwieriger. Für diesen Fall hatte die Deutsche Ansiedlungsgesellschaft bereits zu Beginn der Aussiedelungsaktion die benötigten Ackerflächen von Großgrundbesitzern erworben. Da dabei vor allem Anhänger der ehemaligen Regierung von Kurt Schuschnigg angesprochen wurden, ist anzunehmen, dass dabei massiver Druck ausgeübt wurde.
In dieser Periode wurden unter anderem das Schloss Schwarzenau mit den zugehörigen Grundstücken, der in Pfaffenschlag befindliche Meierhof der Burg Raabs an der Thaya mit etwa 360 Hektar Ländereien sowie der Schellinghof bei Lexnitz von der Deutschen Ansiedlungsgesellschaft erworben.
Nach Plänen des Architekten Willi Erdmann aus Berlin wurden auf diesen Grundstücken 44 Umsiedlungsgehöfte errichtet. In ihrer architektonischen Gestaltung, der Auswahl an Baustoffen und technischen Ausstattung galten sie als „deutsche Musterhöfe“.
Dass diese Umsiedlungsgehöfte aus praktischen Gründen meist in kleinen Gruppen wie die so genannte Siedlung Linde bei Raabs an der Thaya außerhalb der gewachsenen Siedlungen errichtet wurden, erschwerte allerdings die Integration der Zuwanderer in die jeweilige Ortsgemeinschaft.
Die beiden ersten Umsiedlungsgehöfte in Kleinreichenbach wurden ebenso 1940 bezogen wie der umgebaute Meierhof in Pfaffenschlag, jene bei Unterthumeritz 1942. Diese waren zum Zeitpunkt des Bezugs allerdings noch nicht fertig gestellt.

## „Die alte Heimat“
Von der Deutschen Ansiedlungsgesellschaft wurde 1942 das Buch „Die alte Heimat – Beschreibung des Waldviertels um Döllersheim“ herausgegeben. Das mit vielen kleinformatigen Bildern und mit NS-Propaganda durchsetzte Buch beschreibt das Waldviertel im Allgemeinen und speziell die Geschichte der ausgesiedelten Orte. Es war nicht für den freien Verkauf gedacht, sondern wurde den Ausgesiedelten als Abschiedsgeschenk übergeben.
Das Buch enthält einen Stammbaum Adolf Hitlers sowie die in den Ortsbeschreibungen angeführten Hinweise auf dessen einst hier lebende Vorfahren.
1981 wurde das Buch neu aufgelegt.

## DVD
- Manfred Neuwirth: Erinnerungen an ein verlorenes Land, Der österreichische Film – Edition der Standard, 1988/89